# Język ratahan
Język ratahan, także: bentenan, pasan, toöembenténan, toratan – wymierający język austronezyjski z prowincji Celebes Północny w Indonezji. Społeczność jego użytkowników zamieszkuje fragment południowej części regionu Minahasa.
Należy do grupy języków filipińskich. Geograficznie jest zaliczany do języków minahaskich, niemniej jest blisko spokrewniony z językiem sangir. F. S. Watuseke (1977) określił go jako dialekt sangir.
Wyróżniono trzy dialekty: ratahan właściwy (rejon miasta Ratahan), bentenan (dialekt wybrzeża i wyspy o tej samej nazwie), pasan (o niesprecyzowanej odrębności, prawdopodobnie bardzo bliski ratahan). W literaturze wszystkie trzy nazwy bywają używane zamiennie jako określenia na ten sam język, przy czym nazwa „bentenan” występuje w starszych publikacjach. Rodzime określenie tego języka to „toratán”.
Poważnie zagrożony wymarciem, jest wypierany przez malajski miasta Manado. Przestał być przyswajany przez dzieci. W latach 90. XX w. odnotowano, że jego użytkownicy zamieszkują tylko trzy wsie: Pangu, Wioi i Wongkay. W żadnej z tych miejscowości nie był intensywnie używany, a jego znajomość ograniczała się zasadniczo do osób ze starszego pokolenia. Dialekt bentenan prawdopodobnie jest już wymarły.
Podawana niekiedy dużo większa liczba użytkowników (30 tys.) jest błędna i zapewne odnosi się do populacji regionu. Według szacunków z 1993 roku biegle posługuje się nim 500 osób. Nowsze dane szacunkowe sugerują, że ma jedynie 150 użytkowników. 
Został opisany w postaci opracowania gramatycznego: Toratán / Ratahan (1999) . Istnieje też słownik z 1990 r. (Kamus bahasa Ratahan-Indonesia dan Indonesia-Ratahan), stworzony hobbystycznie przez lokalnego nauczyciela. Starsze materiały ograniczają się do list słownictwa.